# Alicia von Rittberg
Alicia von Rittberg, född 10 december 1993 i München, är en tysk skådespelare.
Rittberg har bland annat medverkat i filmerna Flykten från DDR och Resistance. Hon har även medverkat i TV-serien Becoming Elizabeth.

## Filmografi (i urval)
- 2012 – Barbara
- 2014 – Fury
- 2017 – Charité (TV-serie)
- 2018 – Flykten från DDR
- 2020 – Resistance
- 2022 – Becoming Elizabeth (TV-serie)